# Thomas Mayrpeter
Thomas Mayrpeter, detto Tom (Steyr, 5 maggio 1992), è un ex sciatore alpino e sciatore freestyle austriaco.

## Biografia
Originario di Steyr, Mayrpeter ha iniziato la sua carriera nello sci alpino: specialista delle prove veloci attivo in gare FIS dal dicembre del 2007, ha debuttato in Coppa Europa il 12 gennaio 2011 partecipando alla discesa libera tenutasi sulle nevi di Innsbruck Patscherkofel e piazzandosi 34º. Due anni dopo è stato convocato per i Mondiali juniores di Québec 2013, dove ha conquistato la medaglia d'oro nel supergigante e quella d'argento nella discesa libera; sempre nel 2013 si è aggiudicato il primo podio in Coppa Europa, piazzandosi 3º nella discesa libera disputata a Madonna di Campiglio il 22 dicembre.
Nel 2015 ha ottenuto il suo ultimo podio in Coppa Europa, il 22 marzo a Soldeu/El Tarter in supergigante (2º), e ha disputato a Lake Louise le sue uniche due gare in Coppa del Mondo: la discesa libera del 28 novembre, dove è stato 41º, e il supergigante del giorno successivo, che non ha  completato. Si è ritirato dallo sci alpino al termine della stagione 2017-2018 e la sua ultima gara è stata il supergigante dei Campionati austriaci 2018, disputato a Saalbach-Hinterglemm il 21 marzo e chiuso da Mayrpeter al 6º posto.
Dalla stagione 2018-2019 ha gareggiato nel freestyle, specialità ski cross: ha esordito in Coppa Europa l'11 gennaio a Villars (12º), mentre in Coppa del Mondo ha debuttato il 6 dicembre 2019 a Val Thorens (23º), ha ottenuto il miglior piazzamento il giorno successivo nella medesima località (7º) e ha preso per l'ultima volta il via il 16 dicembre 2020 ad Arosa (33º), ultima gara della sua carriera. Non ha preso parte a rassegne olimpiche o iridate.

## Palmarès

### Sci alpino

#### Mondiali juniores
- 2 medaglie:
  - 1 oro (supergigante a Québec 2013)
  - 1 argento (discesa libera a Québec 2013)

#### Coppa Europa
- Miglior piazzamento in classifica generale: 2º nel 2015
- 5 podi:
  - 3 secondi posti
  - 2 terzi posti

#### Campionati austriaci
- 2 medaglie[2]:
  - 1 argento (supergigante nel 2014)
  - 1 bronzo (supergigante nel 2015)

#### Campionati austriaci juniores
- 5 medaglie[2]:
  - 1 oro (supergigante nel 2011)
  - 1 argento (slalom speciale nel 2009)
  - 3 bronzi (slalom speciale nel 2008; supergigante, supercombinata nel 2012)

### Freestyle

#### Coppa del Mondo
- Miglior piazzamento in classifica generale: 127º nel 2020
- Miglior piazzamento nella classifica di ski cross: 28º nel 2020

#### Coppa Europa
- Miglior piazzamento nella classifica di ski cross: 13º nel 2019

#### Campionati austriaci
- 1 medaglia:
  - 1 oro (ski cross nel 2020)